# Целлофан
Целлофа́н (от целлюлоза и греч. φᾱνός — светлый) — прозрачный жироустойчивый и влагоустойчивый плёночный материал из вискозы, в свою очередь получаемой из целлюлозы. Иногда целлофановыми неправильно называют упаковочные изделия (пакеты, товарную упаковку) из полиэтилена, полипропилена или полиэфиров.
Само слово целлофан является товарным знаком, которым владеет компания DuPont (пример проприетарного эпонима).

## История

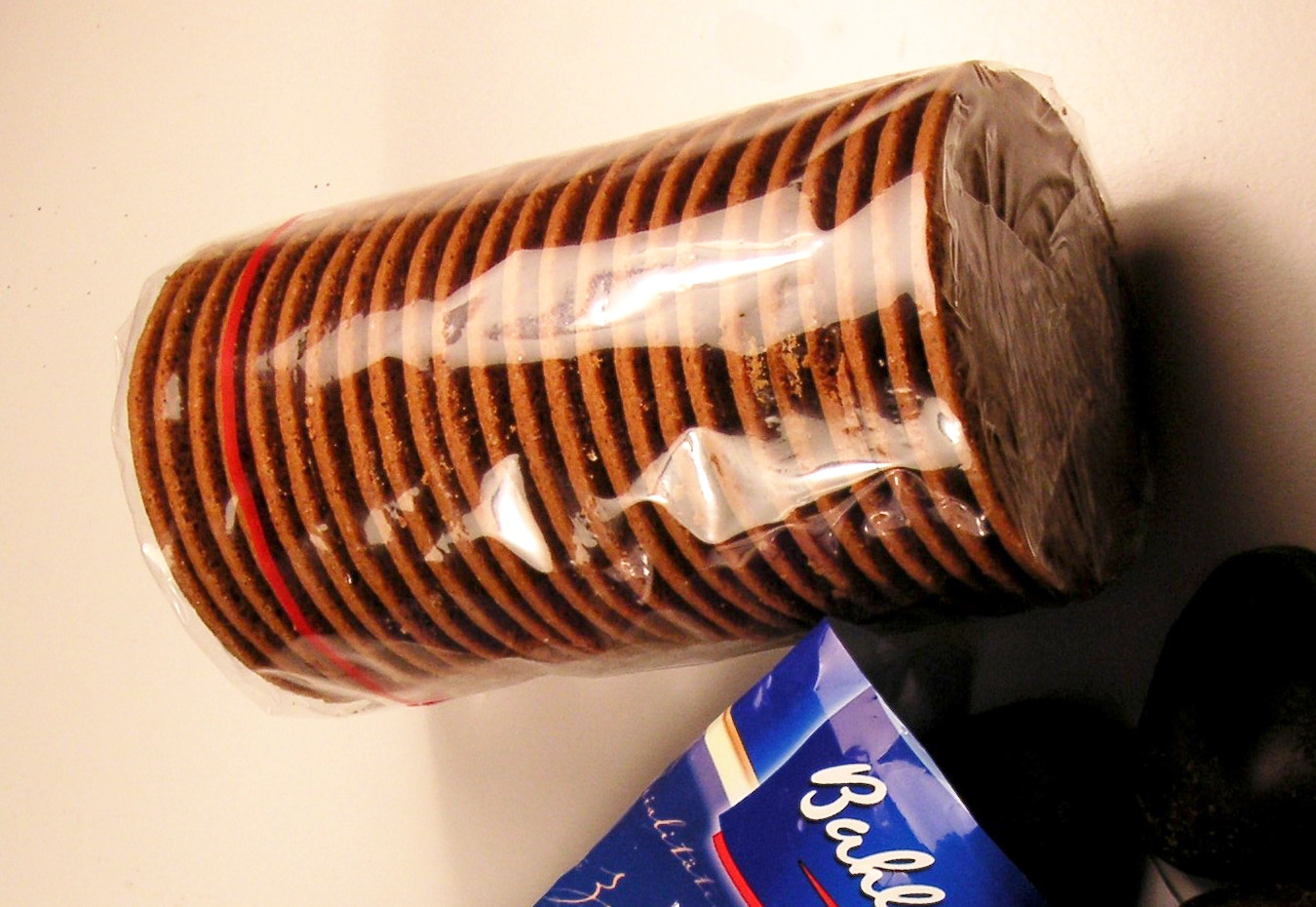
Упаковка печенья из целлофана

Целлофан был изобретён между 1908 и 1911 годами швейцарским текстильным инженером Жаком Эдвином Бранденбергером. Он намеревался создать влагонепроницаемое покрытие для скатертей, спасающее их от пятен. В ходе экспериментов он покрыл ткань жидкой вискозой, но получившийся в результате материал был слишком жёстким, чтобы использовать его как скатерть. Однако покрытие хорошо отделялось от тканевой основы, и Бранденбергер понял, что ему найдётся другое применение. Он сконструировал машину, производившую плёнку, которая была выпущена на рынок под маркой Cellophan. В 1913 году во Франции началось промышленное производство целлофана. После доработки целлофан стал первой в мире относительно устойчивой к воде гибкой упаковкой. В конце 1950-х годов роль целлофана существенно снизилась — его вытеснила изобретённая в 1958 году виниловая плёнка, а позднее — полиэтилен.
Возрождение интереса к целлофану обусловлено хорошей экологичностью материала за счёт высокой скорости его биологического разложения и отсутствием вредных пластификаторов (используемый в целлофане в качестве пластификатора глицерин физиологически и экологически безвреден).

## Получение
Сырьё для производства целлофана — целлюлоза. Очищенную до 88-97% целлюлозу смешивают с едким натром и ксантогенируют (при этом происходит частичная деполимеризация молекул целлюлозы до ≈400 а. е. м.). Целлофан получают из раствора ксантогената целлюлозы реакцией с серной кислотой, при этом целлюлоза полимеризуется обратно. Выдавливая раствор ксантогената в ванну с кислотой через фильеры, получают материал в виде волокон (вискоза) или плёнок (целлофан).

## Физические и химические свойства
Показатели физико-механических свойств целлофана
- Прочность при растяжении: 35—75 МН/м2.
- Относительное удлинение при разрыве: 10—50 %.
- Стойкость к распространению надрыва: 2—20 сН.
- Прочность при продавливании по Мюллеру: 5,5—6,5 МПа.
- Прочность при ударе: 47 МН/м2.
- Число двойных изгибов до разрушения: 2—6.

Показатели физико-химических свойств целлофана
- Плотность: 1,50—1,52 г/см3.
- Гигроскопичность: 12,8—13,9 %.
- Температура начала разложения: 175—205 °С.
- Диэлектрическая проницаемость (при относительной влажности воздуха 65 %) в области частот 100 кГц: 5,3.

Стойкость к действию
- сильных кислот — плохая;
- сильных щелочей — плохая;
- жиров и масел — умеренная;
- органических растворителей — хорошая.

Водостойкость
- Водопоглощение за 24 ч: 45—115 %.
- При высокой влажности — умеренная.
- Стойкость к солнечному свету — хорошая.
- Теплостойкость: +130 °С.
- Морозостойкость: −18 °С.
- Горючесть — плавится.

## Применение
Целлофан в настоящее время изредка используется как упаковочный материал в виде внешней прозрачной плёнки, а также для упаковки дорогих сортов пищевых кондитерских продуктов, для изготовления оболочки для колбас и сыров, мясо-молочных изделий. При этом сегодня в этой сфере в основном используются БОПП-плёнки, производимые из полипропилена и внешне похожие на целлофан.

## Недостатки
- Основной недостаток целлофановой упаковки заключается в том, что, будучи надорванной, дальше она рвётся практически без усилия, что часто неудобно, особенно для фасовки сыпучих и некоторых других продуктов.
- Высокая себестоимость.

## Экологичность
Изделия из целлофана, как биоразлагаемого материала, наносят намного меньший ущерб природной среде, так как разрушаются значительно быстрее, чем изделия из синтетических материалов — полиэтилена, полипропилена и полиэфиров, и поэтому предпочтительны с точки зрения сохранения окружающей среды. В XXI веке в силу экологических требований и снижения себестоимости производства целлофана в обществе идут разговоры о замене синтетических материалов на целлофан, и объёмы производства целлофана постепенно растут.